# Stadio Helmántico
L'Estadio Helmántico si trova a Villares de la Reina (Salamanca), Spagna. Il suo proprietario è l'UD Salamanca.
Lo stadio si trova sulla Carretera de Zamora, s / n, 37 184 Villares de la Reina.